# Исьерте, Эмилио
Эмили Хосеп Исьерте Агилар (исп. Emili Josep Isierte Aguilar; 13 ноября 1963, Ампоста, Испания), более известный как Эмилио Исьерте — испанский футбольный вратарь и тренер.

## Биография
Начинал карьеру в клубе «Кастельон» в 1985 году. В его составе в 1989 году стал победителем второго дивизиона, после чего два сезона был основным стражем ворот клуба в Примере. В 1991 году перешёл в хихонский «Спортинг», с которым играл в Кубке УЕФА. Сезон 1992/1993 провёл в аренде в «Эспаньоле». После возвращения ещё сезон защищал ворота «Спортинга». В 1994 году перешёл в «Лериду», за которую четыре года отыграл в Сегунде. В 1998 году вернулся в «Кастельон», к тому времени опустившийся в Сегунду Б, играл там до завершения игровой карьеры в 2000 году.
После работал тренером. В 2009 году был ассистентом главного тренера в «Кастельоне». В сезоне 2013/2014 совмещал должности ассистента и тренера вратарей в «Мальорке». Затем работал с вратарями в клубах «Рекреативо», «Кордова» и «Гранада».